# Сопот (община Куманово)
Со́пот (мак. Сопот) — село у Північній Македонії, входить до складу общини Куманово Північно-Східного регіону.
Населення — 318 осіб (перепис 2002) в 68 господарствах.